# Monastère de Zemun
Le monastère de Zemun, en serbe cyrillique Манастир Земун, est un monastère orthodoxe serbe situé dans la municipalité de Zemun (ville de Belgrade). 
Dédié à l’archange Gabriel, le monastère de Zemun a été fondé en 1786 par Teodor Toša Apostolović. 